# اس‌تی‌اس-۵۳
اس‌تی‌اس-۵۳(به انگلیسی: STS-53) یکی از مأموریت‌های شاتل فضایی دیسکاوری و در پشتیبانی از برنامه وزارت دفاع ایالات متحده بود. این مأموریت در ۲ دسامبر ۱۹۹۲ از مرکز فضایی کندی، فلوریدا آغاز شد. 